# Banco de plántulas (Ecología)
Un banco de plántulas es un conjunto de pequeñas plantas de determinadas especies leñosas presentes en la naturaleza que no rebasan un metro de altura, permaneciendo en ese estadio a la espera de mejores condiciones de crecimiento. Estos bancos se comportan de forma similar a los bancos de semillas, cuando las condiciones de crecimiento son óptimas, se desarrollan, en este caso, cuando las condiciones de luz son buenas, las plántulas crecen. 
La formación de los bancos de plántulas o de semillas favorecen la regeneración de las poblaciones de plantas y el establecimiento de los bancos dependerá de las condiciones demográficas del lugar. Un banco de semillas se establece generalmente cuando las especies son intolerantes a la sombra, a las perturbaciones o necesitan establecer interacciones con especies grandes para crecer; en cambio, los bancos de plántulas se establecen cuando las especies son tolerantes a la luz y generalmente se encuentran en ecosistemas maduros. Los bancos de plántulas se establecen en respuesta a perturbaciones mínimas, sobre todo en aquellas especies que son capaces de establecerse en condiciones de muy poca luz.
Las principales características de un banco de plántulas es que persisten en este tamaño durante largos periodos de tiempo (existen especies que han permanecido con bajas alturas durante más de 100 años) llegando a crecer muy pocos centímetros al año, por lo que pueden permanecer reprimidos dentro de un rango restringido de tamaño mientras se encuentran debajo de la sombra del dosel de árboles cercanos; así mismo, tienen la capacidad de responder en crecimiento de forma rápida cuando ocurre una apertura en el dosel. Los bancos de plántulas desempeñan un papel importante en la dinámica forestal, ya que participan en el reemplazo de árboles de dosel ya sea llenando los huecos que se puedan encontrar en el dosel o formando uno nuevo después de una gran perturbación como un incendio o deforestación.

## Origen del término.
El término «banco de plántulas» (seedling bank) fue acuñado por J. Philip Grime en su artículo «Plant strategies and vegetation processes» en 1979, posteriormente, en 1980 estableció el término «bank of persistent juveniles» como una de las cinco estrategias regenerativas básicas en un bosque. Aunque este fenómeno ha recibido diferentes nombres, Smith en su obra de 1962 The practice of silviculture refiriéndose al banco de plántulas cómo «advance regeneration» o «advance reproduction»; y posteriormente Spurr y Barnes en 1980 Forest ecology cómo «understory tolerance”. A su vez Silvertown en su obra de 1982 Introduction to plant population ecology propuso el término «oskar» para hacer referencia al concepto de banco de plántulas.

## Establecimiento de los bancos de plántulas y su relación con los bancos de semillas.
La dinámica de las poblaciones de plantas en general comienza con el establecimiento de los bancos de semillas y su dispersión, los cuales estarán implicados en el establecimiento favorable de los bancos de plántulas. Una vez que las semillas se dispersan y germinan como plántulas, se establece una dinámica entre comunidades de plántulas dependiendo de la accesibilidad a ciertos recursos que determinarán si crecerán en plantas adultas o morirán, esto dependiendo de ciertos factores que pueden perjudicar a las plántulas. Por otro lado, las condiciones ambientales son importantes para el establecimiento de condiciones abióticas y bióticas que favorecen la germinación de los bancos de plántulas, por ejemplo, los incendios forestales pueden establecer ambas condiciones diferentes entre sí que favorecen el surgimiento de las plántulas de los bancos de semillas latentes en el suelo, de frutos o de conos serotinosos. En cambio, en los humedales el clima es más importante porque determinará los ciclos de inundaciones que pueden afectar la germinación de las semillas y por lo tanto el no establecimiento del banco de plántulas.

## Bancos transitivos y permanentes.
Basado en varios estudios demográficos, se propuso un modelo que establece dos tipos de bancos de plántulas. El primer tipo se denomina transitivo, integrado por plántulas desarrolladas a partir de semillas dispersadas anualmente y de años mártires, las plántulas se establecen en ambientes poco favorables donde el sustrato es pobre en nutrientes y la luz es restringida, por lo tanto, la mayoría de estas plántulas mueren a los pocos años. El segundo tipo se denomina banco permanente, en donde las plántulas se establecen en ambientes donde las condiciones son favorables para crecer, hay mayor disponibilidad de luz y el sustrato es rico en nutrientes, por lo tanto, tiene una mayor probabilidad de sobrevivir y podrían prevalecer sobre la cubierta forestal por décadas.

## Bancos de plántulas involucrados en sucesión secundaria.
Las plántulas provenientes de bancos suelen resistir periodos largos en sombra y carencia de nutrientes hasta que el medio sea favorable para iniciar su crecimiento. Es por eso que son esenciales para el reemplazamiento de árboles en bosques con pocos disturbios, como los bosques del este de Norteamérica, bosques tropicales y algunos bosques de coníferas. Cuando los árboles del bosque mueren por algún evento, estas plántulas toman ventaja de la cantidad de recursos disponibles y disminuyen sus niveles de supresión, incrementando a su vez sus hormonas de crecimiento. Aunque la rapidez del crecimiento dependerá de cada especie, usualmente es muy lenta. La densidad de las plántulas es alta, pero muy pocas sobrevivirán. Sin embargo, los pocos individuos que logren crecer, serán suficientes para reemplazar a los árboles que anteriormente habitaban el bosque.
| Especie               | Tiempo de sobrevivencia (años)                           |
| --------------------- | -------------------------------------------------------- |
| Fraxinus excelsior    | >10 años en bosque secundario 1-3 años bajo sombra densa |
| Abies amabilis        | 54-205 [10]                                              |
| Tsuga mertensiana     | >100 [2]                                                 |
| Tabebuia heterophylla | >100 [2]                                                 |